# Георгиевский сельсовет (Становлянский район)
Георгиевский сельсове́т — сельское поселение в Становлянском районе Липецкой области. 
Административный центр — деревня Палёнка.

## История
В соответствии с законами Липецкой области №114-оз от 02.07.2004 и №126-оз от 23.09.2004 сельсовет наделён статусом сельского поселения, установлены границы муниципального образования.

## Население
| 2010 | 2012 | 2013 | 2014 | 2015 | 2016 | 2017 |
| ---- | ---- | ---- | ---- | ---- | ---- | ---- |
| 631  | ↘608 | ↘588 | ↘579 | ↘560 | ↘533 | ↘514 |
| 2018 | 2021 |      |      |      |      |      |
| ↘494 | ↘462 |      |      |      |      |      |

## Состав сельского поселения
| №  | Населённый пункт | Тип населённого пункта          | Население |
| -- | ---------------- | ------------------------------- | --------- |
| 1  | Георгиевское     | село                            | 67        |
| 2  | Глебовка         | село                            | 13        |
| 3  | Грунин Воргол    | железнодорожная станция         | 39        |
| 4  | Имени Димитрова  | посёлок                         | 0         |
| 5  | Лимовое          | деревня                         | 11        |
| 6  | Палёнка          | деревня, административный центр | 441       |
| 7  | Подгорная        | деревня                         | 12        |
| 8  | Покровское       | село                            | 25        |
| 9  | Поряхино         | деревня                         | 8         |
| 10 | Филенки          | деревня                         | 15        |